# (13600) 1994 PL26
A (13600) 1994 PL26 a Naprendszer kisbolygóövében található aszteroida. Eric Walter Elst fedezte fel 1994. augusztus 12-én.